# Hakan Çarkacı
Hakan Çarkacı (* 18. Oktober 1965 in Trabzon) ist ein ehemaliger türkischer Fußballspieler.

## Karriere
Hakan Çarkacı begann seine Karriere bei Galatasaray Istanbul. In seiner ersten Saison 1984/85 kam Çarkacı zu elf Ligaspielen und wurde am Ende der Spielzeit türkischer Pokalsieger. In der nachfolgenden Saison wurde er von seinem Cheftrainer Jupp Derwall nicht berücksichtigt und kam weder in der Liga noch im türkischen Pokal zum Einsatz. Von 1989 bis 1991 spielte der Stürmer für Kartalspor. Es folgten Wechsel zu Çaykur Rizespor, Gaziosmanpaşaspor und eine Rückkehr 1994 zu Kartalspor. Im Sommer 1996 beendete Çarkacı bei Maltepespor seine Karriere.

## Erfolg
Galatasaray Istanbul
- Türkischer Fußballpokal: 1985